# Brantôme en Périgord
Brantôme en Périgord es una comuna nueva francesa situada en el departamento de Dordoña, de la región de Nueva Aquitania.

## Historia
Fue creada el 1 de enero de 2016, en aplicación de una resolución del prefecto de Dordoña de 14 de diciembre de 2015 con la unión de las comunas de Brantôme y Saint-Julien-de-Bourdeilles, pasando a estar el ayuntamiento en la antigua comuna de Brantôme.
El 1 de enero de 2019 absorbió las comunas de Cantillac, Eyvirat, La Gonterie-Boulouneix, Saint-Crépin-de-Richemont, Sencenac-Puy-de-Fourches y Valeuil.

## Demografía
Según los datos aportados en la última resolución del prefecto de Dordoña, la comuna pasa a tener 3841 habitantes.

## Composición
| Comuna fusionada            | Código INSEE | Población (2016) | Superficie (km²) | Densidad (hab./km²) |
| --------------------------- | ------------ | ---------------- | ---------------- | ------------------- |
| Brantôme                    | 24064        | 2156 (2015)      | 34.65            | 62                  |
| Cantillac                   | 24079        | 189              | 8.12             | 23                  |
| Eyvirat                     | 24170        | 292              | 17.95            | 16                  |
| La Gonterie-Boulouneix      | 24198        | 249              | 11.79            | 21                  |
| Saint-Crépin-de-Richemont   | 24391        | 222              | 25.58            | 8.7                 |
| Saint-Julien-de-Bourdeilles | 24430        | 85 (2015)        | 5.95             | 14                  |
| Sencenac-Puy-de-Fourches    | 24530        | 234              | 10.79            | 22                  |
| Valeuil                     | 24561        | 352              | 18.50            | 19                  |